# Orchestral Manoeuvres in the Dark (álbum)
Orchestral Manoeuvres in the Dark es el primer álbum de estudio de la banda británica de synth pop, Orchestral Manoeuvres in the Dark (OMD), publicado el 22 de febrero de 1980 por el sello subsidiario de Virgin Records, DinDisc Records. Fue producido por la banda en compañía de su director artístico Chester Valentino (nombre real Paul Collister) y llegó al puesto 27 de las listas británicas.

## Detalles
OMD surgió influido por Brian Eno y los alemanes Neu! y, muy particularmente, Kraftwerk, por lo que emularon la técnica de crear música con sonidos más electrónicos y experimentales. 
Los temas del álbum habían sido compuestos desde que Andy McCluskey y Paul Humphreys tenían 16 años hasta su firma con DinDisc Records, siendo la primera canción «Electricity» y la última «Pretending to See the Future». Versiones anteriores de las canciones «Electricity», «Julia's Song» y «The Misunderstanding» habían sido grabadas algún tiempo antes, a comienzos de 1978, cuando McCluskey y Humphreys formaban parte de la banda The Id, siendo solo la segunda canción la que fue publicada en Street To Street - A Liverpool Album, un recopilatorio de diferentes bandas de Liverpool, en 1979, cuando OMD ya existía. La letra de «Julia's Song» había sido compuestas por Julia Kneale, integrante del grupo The Id. El baterista Malcolm Holmes, también integrante de la banda The Id, y el saxofonista Martin Cooper, quienes algún tiempo después llegaron a ser miembros de OMD, colaboraron en el álbum, el primero en «Julia's Song» como percusionista y el segundo en «Mystereality» al saxofón.
En 2003, el álbum fue republicado en edición remasterizada e incrementada con los lados B, la versión de «Messages» en su sencillo homónimo, que difiere de la del álbum, y las canciones «Electricity» y «Almost» producidas por Martin Hannett.

## Listado de canciones
Originalmente se publicó solo en disco de vinilo y en casete de cinta magnética de audio.

### Edición europea
| Lado A |                           |          |  |
| N.º    | Título                    | Duración |  |
| 1.     | «Bunker Soldiers»         | 2:51     |  |
| 2.     | «Almost»                  | 3:40     |  |
| 3.     | «Mystereality»            | 2:42     |  |
| 4.     | «Electricity»             | 3:32     |  |
| 5.     | «The Messerschmitt Twins» | 5:38     |  |

| Lado B |                                |          |  |
| N.º    | Título                         | Duración |  |
| 1.     | «Messages»                     | 4:06     |  |
| 2.     | «Julia's Song»                 | 4:40     |  |
| 3.     | «Red Frame/White Light»        | 3:11     |  |
| 4.     | «Dancing»                      | 2:59     |  |
| 5.     | «Pretending to See the Future» | 3:48     |  |

La versión en casete contiene los temas distribuidos exactamente igual en sus dos lados.

### Edición estadounidense
Se hizo un híbrido del álbum, publicado en 1981, con cinco de las canciones y otras seis del segundo álbum del grupo, Organisation, el cual hiciera de primer álbum de estudio de OMD en los Estados Unidos bajo el título de «Orchestral Manoeuvres in the Dark».

| Lado A |                   |          |  |
| N.º    | Título            | Duración |  |
| 1.     | «Enola Gay»       | 3:31     |  |
| 2.     | «2nd Thought»     | 4:12     |  |
| 3.     | «Bunker Soldiers» | 2:51     |  |
| 4.     | «Almost»          | 3:46     |  |
| 5.     | «Electricity»     | 3:32     |  |
| 6.     | «Statues»         | 4:08     |  |

| Lado B |                        |          |  |
| N.º    | Título                 | Duración |  |
| 1.     | «The Misunderstanding» | 4:45     |  |
| 2.     | «Julia's Song»         | 4:32     |  |
| 3.     | «Motion and Heart»     | 3:13     |  |
| 4.     | «Messages»             | 3:59     |  |
| 5.     | «Stanlow»              | 6:30     |  |

### Edición en disco compacto
Apareció en 1984 debido a que aún no había prevalencia del formato digital. Reproduce íntegramente el contenido del original en vinilo.

| Orchestral Manoeuvres in the Dark |                                |          |  |
| N.º                               | Título                         | Duración |  |
| 1.                                | «Broker Soldiers»              | 2:51     |  |
| 2.                                | «Almost»                       | 3:40     |  |
| 3.                                | «Mystereality»                 | 2:42     |  |
| 4.                                | «Electricity»                  | 3:32     |  |
| 5.                                | «The Messerschmitt Twins»      | 5:38     |  |
| 6.                                | «Messages»                     | 4:06     |  |
| 7.                                | «Julia's Song»                 | 4:40     |  |
| 8.                                | «Red Frame/White Light»        | 3:11     |  |
| 9.                                | «Dancing»                      | 2:59     |  |
| 10.                               | «Pretending to See the Future» | 3:48     |  |

| Temas adicionales en la reedición 2003 en CD |                                              |          |  |
| N.º                                          | Título                                       | Duración |  |
| 11.                                          | «Messages» (versión sencillo)                | 4:46     |  |
| 12.                                          | «I Betray My Friends»                        | 3:53     |  |
| 13.                                          | «Taking Sides Again»                         | 4:23     |  |
| 14.                                          | «Waiting for the Man»                        | 3:00     |  |
| 15.                                          | «Electricity» (producida por Martin Hannett) | 3:37     |  |
| 16.                                          | «Almost» (producida por Martin Hannett)      | 3:51     |  |

## Créditos

### OMD
- Andy McCluskey: voz principal y coros, bajo
- Paul Humphreys: sintetizadores, órgano electrónico, programación de caja de ritmos y coros.

### Créditos adicionales
- Malcolm Holmes: batería electrónica en "Julia's Song" y "Electricity".
- Martin Cooper: saxofón en «Mystereality».
- Dave Fairbairn: guitarra eléctrica en «Messages» y «Julia's Song».